# Polynema vallis
Polynema vallis is een vliesvleugelig insect uit de familie Mymaridae. De wetenschappelijke naam is voor het eerst geldig gepubliceerd in 1940 door Soyka.